# 세토나이카이 방송
세토나이카이 방송은 1969년 4월 1일 가가와현의 2번째 민영방송국으로 개국했다가 오카야마현과의 방송구역 광역화로 1979년 4월 1일부터 오카야마현에서도 방송을 시작했다.
약칭은 KSB, 콜사인은 JOVH-DTV이다.

## 연혁
- 1967년 11월 22일 신일본방송(마이니치방송과는 관계없음)으로서 설립.
- 1968년 2월 19일 상호를 세토나이카이 방송으로 변경.
- 1969년 4월 1일 방송 개시(오카야마 방송과 같은 날 개국).
- 1970년 1월 1일 ANN 발족과 동시에 가맹.
- 1970년 4월 1일 오카야마시에 오카야마 지사 개설.
- 1983년 12월 20일 오카야마현·가가와현의 민영 텔레비전 방송구역 광역화에 의해 오카야마에 첫 번째 중계국 개국.
- 2006년 10월 지상파 디지털 텔레비전 방송 시험 방송 개시.(비공식이며 오카야마·가가와 지구에서는 오카야마방송에 이어 2번째 디지털 시험 방송.)
- 2006년 12월 1일 지상파 디지털 텔레비전 방송 개시.
- 2011년 7월 24일 지상파 아날로그 텔레비전 방송 종료.

## 네트워크 변천사
- 1969년 4월 1일 - NET-TV계열국으로 가가와현에서 텔레비전 방송 개시.(가가와현 2번째 민영방송국) 그러나 개국 당시에는 니시닛폰 방송에서 후지 TV·도쿄방송 프로그램이 이행되면서 두 방송국이 프로그램을 공유하게 되었다.
- 1970년 1월 1일 - ANN에 가맹. 당시 일본의 지역 민방에서 보기 드문 1계열 프로그램 완전방송국이었다.(다른 지역 방송국은 여러 네트워크의 프로그램을 방송하는 일이 많았다.)
- 1975년 3월 31일 - ANN 준 중심방송국이 준 중심방송국 네트워크 교환에 의해 아사히 방송으로 변경되면서 니시닛폰 방송과 간사이 준 중심방송국 프로그램을 교환했다.
- 1979년 4월 1일 - 오카야마·가가와 양현에서 민영 텔레비전 방송 제 1차 방송구역 광역화에 따라오카야마현에서 방송을 개시.(오카야마 3번째 민영방송국) 이 날 오카야마 방송(오카야마 2번째 민영방송국·가가와 3번째 민영방송국)이 가가와현에서 방송을 시작했기 때문에 프로그램 판매를 통한 후지TV 프로그램을 니시닛폰 방송과 함께 중단하고 오카야마 방송에 이행시켰지만 산요 방송이 가가와현에서, 니시닛폰 방송이오카야마현에서 방송을 하지 않았기 때문에 프로그램 판매를 통한 도쿄방송 프로그램 방송은 계속하고 있었다. 이 때문에 오카야마현에서 두 방송국이 방송을 시작했을 때 일부 프로그램이 두 방송국에서 방영되는 일이 일어났다.
- 1983년 4월 1일 - 제2차 방송구역 광역화 실시에 따라 산요 방송(오카야마 1번째 민영방송국·가가와 4번째국)이 가가와현에서, 니시닛폰 방송(가가와 1번째 민영방송국·오카야마 4번째 민영방송국)이 오카야마현에서 방송을 개시하면서 니시닛폰 방송과 함께 프로그램 판매를 통해 방송했던 도쿄방송 프로그램을 산요방송에 이행시켰다.

## 보충서술
- 세토우치TV라는 애칭이 있었으나 TV 세토우치 개국으로 사용을 중단했다.
- 70년대 당시 NET-TV의 얼마 안되는 완전가맹국이었다.(70년대 당시 NET의 완전가맹국은 홋카이도 TV 방송,히로시마 홈TV,세토나이카이 방송밖에 없었다.)
- 마이니치 신문과 자본관계가 깊다.
- 1980년대부터 90년대 전반까지 문화센터를 운영했으나 현재는 운영하지 않고 있다.
- 가가와현의 방송국이면서 오카야마현 공립고교 입시에 관한 프로그램을 방송하고 있다.(가가와현의 공립고교 수헙방송은 니시닛폰방송이 담당하고 있다.)

## 오카야마현·가가와현에 있는 다른 텔레비전·라디오 방송국
- NHK 오카야마 방송국
- NHK 다카마쓰 방송국
- 니시닛폰방송(RNC)(TV는 니혼 TV 계열, 라디오는 JRN・NRN 계열로 라디오는 가가와현만 방송구역)
- 산요 방송(RSK)(TV는 도쿄 방송 계열, 라디오는 JRN・NRN 계열로 라디오는 오카야마현만 방송구역)
- 오카야마 방송(OHK)(후지 TV 계열)
- TV 세토우치(TSC)(TV 도쿄 계열)
- 오카야마 FM방송(JFN 계열, 오카야마현만 방송구역)
- FM가가와(JFN 계열, 가가와현만 방송구역)